# Спрощені ієрогліфи
Спрощені ієрогліфи (спрощ.: 简化字; піньїнь: jiǎnhuà zì) — різновид спрощеної китайської писемності, що використовується в Китайській Народній Республіці. Розроблені на основі скорописних варіантів ієрогліфів. У рамках реформи було змінено написання 2235 ієрогліфів, що мають найскладніше накреслення.
Спрощення ієрогліфічної писемності, результатом якого стали сучасні спрощені ієрогліфи, було запропоновано на початку XX століття, оскільки складну писемність розглядали як одну з причин економічного відставання Китаю.

## Історія

### До XX століття
До перших спроб стандартизації китайського письма (дин. Цінь, 221—206 до н. е.) розвиток китайської ієрогліфіки йшов шляхом ускладнення: кількість знаків у ієрогліфах збільшувалася через додання нових семантичних чи фонетичних компонентів, пошук оптимального графічного рішення та компромісу із вимогами діалектів, матеріалів для запису тощо. Стандартизація стала необхідною із об'єднанням великих територій у єдину державу. Володіння складною писемністю було прерогативою еліт та важливим компонентом їх ідентичності.
Спрощення у накресленні ієрогліфів виникли із вимогою практичності вжитку, коли для ефективного управління імперією знадобилися освітні норми та засоби оперативної фіксації інформації. Етапом певного спрощення став стандартний канцелярський стиль лішу 隶书 (формування завершено у дин. Хань), а потім — скоропис сіншу 行书. Вже розпочинаючи з періоду Південних та північних династій (420—589) зафіксоване виникнення т.з. «вульгарних ієрогліфів» суцзи 俗字, які вживали спрощення традиційного накреслення заради локального вжитку.
Вжиток спрощених ієрогліфів певний час залишався цілком спонтанним. Так, у перших виданнях роману «Річкове прибережжя» (дин. Мін), наприклад, вже спостерігається систематичне спрощення ієрогліфу лю зі стандартного 劉 до 刘, яке назараз прийняте за стандарт у КНР.
Перша спроба надати спрощеним ієрогліфам місце на законодавчому рівні — це період з 1851 по 1864 роки, повстання тайпінів (1850—1865 рр.) Почалося використання поширених у народі спрощених ієрогліфів на печатках, у документах, книгах тощо. Крім того, у цей період також було створено багато інноваційних спрощень. Вони не повністю відповідали «шести класичним категоріям» ієрогліфів (див. Шовень цзєцзи), і «були економніші у використанні рисок». Швидке падіння царства Тайпін поклало край цьому нововведенню.

### Новітня історія (XX ст.)
За популяризацію освіти та пов'язане з цим спрощення ієрогліфіки виступав наприкінці династії Цін Лубі Куй 陸費逵 (1886—1941). Його стаття 1909 року, «Відповідні загальній освіті ієрогліфи, що використовуються в обігу», — перший заклик до спрощення ієрогліфіки у новітній історії. Стаття вийшла у його журналі «Альманах освіти» 教育雜誌, який друкувався з 1908.
Проєкт систематичного спрощення був початий у 30-х — 40-х роках, у роки японської окупації, паралельно зі спрощенням японських ієрогліфів (див. сіндзітай). Спрощені ієрогліфи у Китаї називаються спрощ.: 简体字; піньїнь: jiăntĭzì, трансліт.: Цзяньтіцзи.
У КНР офіційну пропозицію спрощення ієрогліфів (спрощ.: 汉字简化方案; піньїнь: hànzì jiǎnhuà fāng'àn) було опубліковано 1956 року При цьому список спрощених ієрогліфів лише частково збігався з японськими сіндзітай, проте уряд КНР запропонував набагато ширший список. Закріпила офіційний статус спрощених ієрогліфів випущена в 1964 році «Зведена таблиця спрощення ієрогліфів» (спрощ.: 简化字总表; піньїнь: jiǎnhuàzì zǒngbiǎo), у якій містився список з 2238 ієрогліфів, які замінювались спрощеними варіантами.
У 1975 році було підготовано другий етап реформи (кит.: 二简字), який спростив ще 248 ієрогліфів і запропонував для коментарів 605. З 1977 найбільші газети, такі як «Женьмінь жибао», стали використовувати додаткові спрощення, але виникла плутанина, яка змусила уряд спочатку звернутися до шкіл і видавництв з проханням призупинити друк книг і навчання з використанням нововведень, а 24 червня 1986 зовсім скасувати другий етап. Був знову затверджений стандарт 1964 року за винятком 3 спрощень ієрогліфів, таким чином, залишилося 2235 спрощень, а 10 жовтня того ж року було оголошено, що всі подальші реформи писемності будуть проводитися з більшою
обережністю.

### Міжнародний стан
Сінгапур почав введення спрощених ієрогліфів у 1969 році, коли міністерство освіти затвердило 498 спрощених ієрогліфів на заміну 502 традиційним (деякі традиційні ієрогліфи були об'єднані). 1974 року було проведено наступний етап реформи, за яким спрощено 2287 ієрогліфів. Після цього залишалося 49 відмінностей з писемністю, яку використовували у Китаї. Ці відмінності було усунуто у 1976 році. Однак Сінгапур не став вводити другу серію спрощень, і після її скасування у 1993 році прийняв китайські поправки 1986 року.
Малайзія ввела спрощені ієрогліфи, ідентичні прийнятим у КНР 1981 року. Тайвань, Макао та Гонконг продовжують використовувати традиційні ієрогліфи.
Японія, яка також використовує китайські ієрогліфи, які відомі під назвою кандзі, спростила написання деяких з них у 1946 році (процес спрощення почався з 1930-х років). Деякі, але не всі, спрощення збігалися з китайськими.
У Південній Кореї спрощення не проводилося. Там запозичені китайські ієрогліфи, які називають Ханча, практично повністю витіснені писемністю хангиль (а у КНДР офіційно зовсім не використовуються).

## Принципи спрощення
У 1952 році Китайський дослідницький комітет реформування писемності встановив як основний принцип спрощення ієрогліфів цитату з Лунь Юй «розвиваємо, але не створюємо» (кит.: 述而不作). Під час досліджень були розроблені такі принципи спрощення:
- Дотримання звичаїв і простоти
- Стандартизація
  - Усунення різних написань варіантів ієрогліфів
  - Виділення фонетичних властивостей
  - За можливості збереження ідеограмних властивостей
- Стабільність
- Практичність
- Належна художність

Також для використання обираються стійкі простонародні спрощення ієрогліфів і різнописи ієрогліфів з найменшою кількістю рисок. Незважаючи на прагнення за можливості зберігати наявні накреслення ієрогліфів та їх елементів, було створено чимало принципово нових форм, особливо на другому етапі спрощення.

## Методи спрощення

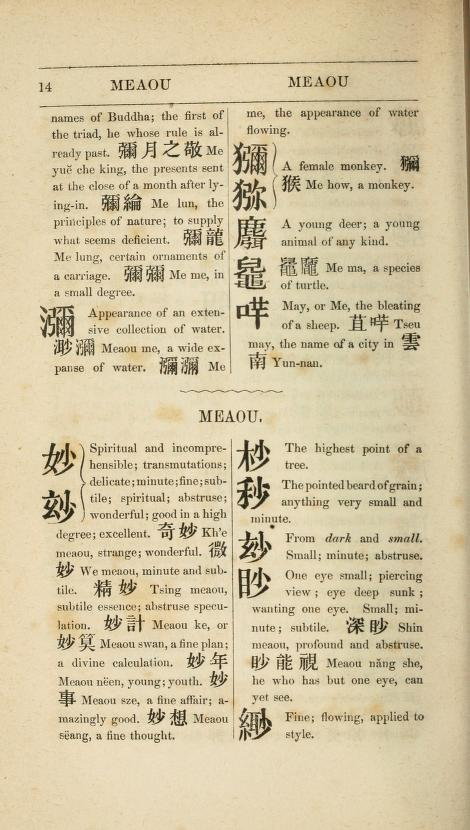
Багато «спрощених» ієрогліфів (напр. 猕, mi, яка вживались у слові 猕猴, mihou, «макака») існували у минулому як варіанти стандартних ієрогліфів (獼). (Словник китайської мови Роберта Моррісона, перше видання 1820 року)

Ієрогліфи спрощувалися кількома методами:
1. Заміна складних частин часто використовуваних ієрогліфів простішими:
  - 對 → 对; 觀 → 观; 風 → 风 тощо
2. Зміна фонетичного компонента:
  - 潔 → 洁; 鄰 → 邻; 極 → 极 тощо
3. Видалення компонентів:
  - 廣 → 广; 寧 → 宁; 滅 → 灭 тощо
4. Використання курсивного каліграфічного накреслення: (спрощ.: 草书楷化; кит. трад.: 草書楷化; піньїнь: cǎoshūkǎihuà):
  - 書 → 书; 長 → 长; 馬 → 马 тощо
5. Використання древніх ієрогліфів, простіших за формою:
  - 涙 → 泪; 網 → 网; 傑 → 杰 тощо
6. Створення нових комбінацій ключ-ключ:
  - 體 → 体; 塵 → 尘; 竃 → 灶 тощо
7. Створення нових комбінацій ключ-фонетична частина:
  - 護 → 护; 驚 → 惊; 膚 → 肤 тощо
8. Заміна ієрогліфа на інший з тією ж або схожою вимовою:
  - 餘 → 余; 穀 → 谷; 後 → 后 тощо
9. Об'єднання декількох ієрогліфів в один з простішим написанням:
  - 髮 і 發 → 发; 儘 і 盡 → 尽 тощо
10. Спрощення компонента, часто зустрічається в ієрогліфах:
  - 門 → 门; 閉 → 闭; 問 → 问 тощо; два винятки з цього правила — ієрогліф «відкрити»: 開 → 开, і «закрити» 關 → 关, де ключ «двері» (門) зовсім опускається.

Оскільки кілька традиційних ієрогліфів іноді замінюються на один і той самий спрощений, видання класичних текстів спрощеним написанням може викликати плутанину. У рідкісних випадках, спрощені ієрогліфи на одну або дві риси складніше традиційних через систематичне спрощення. Наприклад, 搾 замінений на раніше існуючий варіант 榨. Ієрогліфічний ключ «рука» у лівій частині (扌), що складається з трьох рисок, замінений на ключ «дерево» (木) з чотирьох рисок.
Ієрогліфи, залишені у незмінному вигляді — наприклад, «工欲善其事，必先利其器», називаються успадкованими (спрощ.: 传承字; піньїнь: chuánchéngzì). Ці ієрогліфи неможливо віднести ні до традиційних, ні до спрощених ієрогліфів. Писемність з використанням спрощених і успадкованих ієрогліфів отримала назву спрощена китайська (спрощ.: 简体中文; піньїнь: jiǎntǐ zhōnɡwén).

## Приклади
|                                       | Традиційні ієрогліфи | Спрощені у Китаї | Спрощені у Японії | Переклад                     |
| ------------------------------------- | -------------------- | ---------------- | ----------------- | ---------------------------- |
| Спрощені у Китаї, але не у Японії     | 電                   | 电               | 電                | електрика                    |
| Спрощені у Китаї, але не у Японії     | 買                   | 买               | 買                | купувати                     |
| Спрощені у Китаї, але не у Японії     | 開                   | 开               | 開                | відкривати                   |
| Спрощені у Китаї, але не у Японії     | 東                   | 东               | 東                | схід                         |
| Спрощені у Китаї, але не у Японії     | 車                   | 车               | 車                | машина, засіб пересування    |
| Спрощені у Китаї, але не у Японії     | 紅                   | 红               | 紅                | червоний, яскраво-червоний   |
| Спрощені у Китаї, але не у Японії     | 無                   | 无               | 無                | му                           |
| Спрощені у Китаї, але не у Японії     | 鳥                   | 鸟               | 鳥                | птах                         |
| Спрощені у Китаї, але не у Японії     | 熱                   | 热               | 熱                | гарячий                      |
| Спрощені у Китаї, але не у Японії     | 時                   | 时               | 時                | час                          |
| Спрощені у Китаї, але не у Японії     | 語                   | 语               | 語                | мова                         |
| Спрощені в Японії, але не в Китаї     | 佛                   | 佛               | 仏                | Будда                        |
| Спрощені в Японії, але не в Китаї     | 惠                   | 惠               | 恵                | послуга                      |
| Спрощені в Японії, але не в Китаї     | 德                   | 德               | 徳                | чесно́та                      |
| Спрощені в Японії, але не в Китаї     | 拜                   | 拜               | 拝                | коутоу, молитись кому-небуть |
| Спрощені в Японії, але не в Китаї     | 黑                   | 黑               | 黒                | чорний                       |
| Спрощені в Японії, але не в Китаї     | 冰                   | 冰               | 氷                | лід                          |
| Спрощені в Японії, але не в Китаї     | 兔                   | 兔               | 兎                | кролик                       |
| Спрощені в Японії, але не в Китаї     | 妒                   | 妒               | 妬                | заздрість                    |
| Спрощені по-різному у Китаї та Японії | 聽                   | 听               | 聴                | слухати                      |
| Спрощені по-різному у Китаї та Японії | 證                   | 证               | 証                | сертифікат, доказ            |
| Спрощені по-різному у Китаї та Японії | 龍                   | 龙               | 竜                | дракон                       |
| Спрощені по-різному у Китаї та Японії | 賣                   | 卖               | 売                | продавати                    |
| Спрощені по-різному у Китаї та Японії | 龜                   | 龟               | 亀                | черепаха                     |
| Спрощені по-різному у Китаї та Японії | 歲                   | 岁               | 歳                | вік (тривалість життя), рік  |
| Спрощені по-різному у Китаї та Японії | 藝                   | 艺               | 芸                | мистецтво                    |
| Спрощені по-різному у Китаї та Японії | 戰                   | 战               | 戦                | війна, битва                 |
| Спрощені по-різному у Китаї та Японії | 關                   | 关               | 関                | закривати                    |
| Спрощені по-різному у Китаї та Японії | 鐵                   | 铁               | 鉄                | залізо, метал                |
| Спрощені по-різному у Китаї та Японії | 圖                   | 图               | 図                | карта, картина               |
| Спрощені по-різному у Китаї та Японії | 團                   | 团               | 団                | група                        |
| Спрощені по-різному у Китаї та Японії | 轉                   | 转               | 転                | повертати                    |
| Спрощені по-різному у Китаї та Японії | 廣                   | 广               | 広                | широкий                      |
| Спрощені по-різному у Китаї та Японії | 惡                   | 恶               | 悪                | поганий, злий                |
| Спрощені по-різному у Китаї та Японії | 豐                   | 丰               | 豊                | рясний                       |
| Спрощені по-різному у Китаї та Японії | 腦                   | 脑               | 脳                | мозок                        |
| Спрощені по-різному у Китаї та Японії | 雜                   | 杂               | 雑                | різноманітний                |
| Спрощені по-різному у Китаї та Японії | 壓                   | 压               | 圧                | тиск, стиснення              |
| Спрощені по-різному у Китаї та Японії | 雞                   | 鸡               | 鶏                | курка                        |
| Спрощені по-різному у Китаї та Японії | 價                   | 价               | 価                | ціна                         |
| Спрощені по-різному у Китаї та Японії | 樂                   | 乐               | 楽                | радість, веселощі            |
| Спрощені по-різному у Китаї та Японії | 氣                   | 气               | 気                | повітря, дух                 |
| Спрощені по-різному у Китаї та Японії | 廳                   | 厅               | 庁                | зал, офіс                    |
| Спрощені у Китаї і Японії             | 聲                   | 声               | 声                | голос, звук                  |
| Спрощені у Китаї і Японії             | 學                   | 学               | 学                | вчити                        |
| Спрощені у Китаї і Японії             | 體                   | 体               | 体                | тіло                         |
| Спрощені у Китаї і Японії             | 點                   | 点               | 点                | точка                        |
| Спрощені у Китаї і Японії             | 貓                   | 猫               | 猫                | кішка                        |
| Спрощені у Китаї і Японії             | 蟲                   | 虫               | 虫                | комаха                       |
| Спрощені у Китаї і Японії             | 舊                   | 旧               | 旧                | старовинний                  |
| Спрощені у Китаї і Японії             | 會                   | 会               | 会                | могти; зустрічати            |
| Спрощені у Китаї і Японії             | 萬                   | 万               | 万                | 10 000                       |
| Спрощені у Китаї і Японії             | 盜                   | 盗               | 盗                | крадій                       |
| Спрощені у Китаї і Японії             | 寶                   | 宝               | 宝                | скарб                        |
| Спрощені у Китаї і Японії             | 國                   | 国               | 国                | країна                       |
| Спрощені у Китаї і Японії             | 醫                   | 医               | 医                | медицина                     |